# Districte de Svitavy
El districte de Svitavy - (txec) Okres Svitavy - és un districte de la regió de Pardubice, a la República Txeca. La capital és Svitavy.

## Llista de municipis
Banín -
Bělá nad Svitavou -
Bělá u Jevíčka -
Benátky -
Bezděčí u Trnávky -
Biskupice -
Bohuňov -
Bohuňovice -
Borová -
Borušov -
Březina -
Březinky -
Březiny -
Březová nad Svitavou -
Brněnec -
Budislav -
Bystré -
Cerekvice nad Loučnou -
Chmelík -
Chornice -
Chotovice -
Chotěnov -
Chrastavec -
Čistá -
Desná -
Dlouhá Loučka -
Dolní Újezd -
Dětřichov -
Dětřichov u Moravské Třebové -
Gruna -
Hartinkov -
Hartmanice -
Horky -
Horní Újezd -
Hradec nad Svitavou -
Janov -
Janůvky -
Jaroměřice -
Jarošov -
Javorník -
Jedlová -
Jevíčko -
Kamenec u Poličky -
Kamenná Horka -
Karle -
Koclířov -
Korouhev -
Koruna -
Křenov -
Kukle -
Kunčina -
Květná -
Lavičné -
Linhartice -
Litomyšl -
Lubná -
Makov Malíkov -
Mikuleč -
Mladějov na Moravě -
Moravská Třebová -
Morašice -
Městečko Trnávka -
Nedvězí -
Němčice -
Nová Sídla -
Nová Ves u Jarošova -
Oldřiš -
Opatov -
Opatovec -
Osík -
Pohledy -
Polička -
Pomezí -
Poříčí u Litomyšle -
Pustá Kamenice -
Pustá Rybná -
Příluka -
Radiměř -
Radkov -
Řídký - 
Rohozná -
Rozhraní -
Rozstání -
Rudná -
Rychnov na Moravě -
Sádek -
Sebranice -
Sedliště -
Široký Důl -
Sklené -
Slatina -
Sloupnice -
Staré Město -
Stašov -
Strakov -
Študlov -
Suchá Lhota -
Svitavy -
Svojanov -
Telecí -
Trpín -
Trstěnice -
Tržek -
Třebařov -
Újezdec -
Útěchov -
Vendolí -
Vidlatá Seč -
Víska u Jevíčka -
Vítějeves -
Vlčkov -
Vranová Lhota -
Vrážné -
Vysoká -
Želivsko